# Ivan Schitco
Ivan Schitco est un joueur d'échecs moldave né le 14 janvier 2003, grand maître international depuis 2022.
Au 1er janvier 2023, Schitco est le deuxième joueur moldave avec un classement Elo de 2 515 points.

## Biographie et carrière
Evan Schitco remporta le championnat d'Europe scolaire (moins de 17 ans) en 2019, avec 7,5 points en 9 parties.
Ivan Schitco a représenté la Moldavie lors et du Championnat d'Europe d'échecs des nations en 2019 (marquant 3,5 points sur 7 au troisième échiquier),.
En 2022, lors de l'Olympiade disputée en Inde, Schitco marque 5,5 points sur 10 au premier échiquier de l'équipe de Moldavie, faisant nulle contre le champion du monde Magnus Carlsen, et l'équipe de Moldavie finit sixième de la compétition, le meilleur résultat de la Moldavie dans cette compétition.